# Mường Lý
Mường Lý là một xã thuộc tỉnh Thanh Hóa, Việt Nam.

## Địa lý
Xã Mường Lý nằm ở vùng cao phía tây bắc tỉnh Thanh Hóa, có vị trí địa lý:
- Phía tây giáp xã Tam Chung
- Phía bắc giáp tỉnh Sơn La
- Phía đông bắc giáp xã Trung Sơn
- Phía đông và phía nam giáp xã Trung Lý với ranh giới là sông Mã.

Xã Mường Lý có diện tích tự nhiên 83,99 km², quy mô dân số năm 2024 là 5.878 người, mật độ dân số đạt 70 người/km².
Vào năm 1999, người Mông chiếm 62,2% dân cư, người Thái chiếm 22,7% và người Mường chiếm 15,1.%

## Lịch sử
Địa bàn hiện nay của xã Mường Lý đến đầu năm 1999 thuộc xã Trung Lý, huyện Mường Lát.
Ngày 5 tháng 8 năm 1999, Chính phủ ban hành Nghị định số 65/1999/NĐ-CP (có hiệu lực từ ngày 20 tháng 8 cùng năm). Theo đó, xã Mường Lý được thành lập trên cơ sở tách 12.009 ha và 3.874 người thuộc tả ngạn sông Mã của xã Trung Lý.
Năm 2018, xã Mường Lý có 16 thôn. Ngày 11 tháng 7 cùng năm, Hội đồng nhân dân tỉnh Thanh Hóa khóa XVII thông qua Nghị quyết về việc sắp xếp thôn, tổ dân phố trên địa bàn tỉnh; trong đó có việc nhập bản Trung Tiến 2 vào bản Xì Lồ. Sau sắp xếp, xã Mường Lý còn 15 bản như hiện nay.
Ngày 16 tháng 6 năm 2025, huyện Mường Lát bị giải thể do bỏ cấp huyện; xã Mường Lý chính thức là đơn vị hành chính trực thuộc tỉnh Thanh Hóa từ ngày 1 tháng 7 năm 2025.

## Hành chính
Xã Mường Lý có 15 bản: Chà Lan, Chiềng Nưa, Kít, Mau, Muống 1, Muống 2, Nàng 1, Nàng 2, Sài Khao, Tài Chánh, Trung Thắng, Trung Tiến 1, Ún, Xa Lung, Xì Lồ.
Trong đó, địa danh Sài Khao từng xuất hiện trong bài thơ Tây Tiến của nhà thơ Quang Dũng:
Sài Khao sương lấp đoàn quân mỏi
 Mường Lát hoa về trong đêm hơi...

## Kinh tế
Theo thống kê năm 2008, xã Mường Lý chỉ có 10 ha trồng lúa nước, cùng với 450 ha lúa nương và 220 ha trồng ngô. Ngoài ra còn có 45 ha trồng sắn, 1 ha trồng các loại rau, đậu, 273 ha trồng tre, luồng. Xã có 1.768 ha rừng tự nhiên và 2,100 ha rừng trồng. Sản lượng ngũ cốc bình quân, tính tương đương gạo là 1.727 kg/hộ/năm, tức là 367 kg/người/năm. Thu nhập từ sản xuất mùa màng chiếm 79%, từ chăn nuôi là 12%, từ lâm nghiệp là 5,8%, còn lại là các nguồn thu nhập khác. Thu nhập bình quân đầu người vào khoảng 176.500 đồng/tháng, tương đương với 9,5 triệu đồng/hộ/năm (khoảng 576 USD/hộ/năm).